# Lake Annette (Missouri)
Pour les articles homonymes, voir Lake Annette.
Lake Annette est une ville du comté de Cass, dans le Missouri, aux États-Unis,. Située à l'ouest du comté, elle est  incorporée en 1982.

## Démographie
Lors du recensement de 2010, la ville comptait une population de 100 habitants. Elle est estimée, en 2016, à 101 habitants.

## Source de la traduction
- (en) Cet article est partiellement ou en totalité issu de l’article de Wikipédia en anglais intitulé « Lake Annette, Missouri » (voir la liste des auteurs).